# Cycas falcata
Cycas falcata K.D.Hill, 1999 è una pianta appartenente alla famiglia delle Cycadaceae, endemica dell'isola Sulawesi in Indonesia.

## Descrizione
È una pianta a portamento arboreo con fusti alti sino a 5 m, di 12–30 cm di diametro, ricoperto da catafilli triangolari, tomentosi.
Le foglie di colore verde oliva, brillanti, sono lunghe 180–300 cm, con un picciolo spinescente lungo 27–62 cm; ogni foglia è composta da 100-200 foglioline, disposte sul rachide con un angolo di 150°, lanceolate, con una spina apicale. 
La morfologia dei coni maschili non è nota. I macrosporofilli femminili, lunghi 19–27 cm, sono di colore bruno, tomentosi, e reggono ciascuno da 4 a 6 ovuli, glabri.
I semi sono grossolanamente ovoidali, lunghi 42–46 mm, larghi 25–30 mm, con tegumento esterno (sarcotesta) di consistenza carnosa e di colore arancione; sono dotati di un endocarpo spugnoso, simile a quello di Cycas rumphii, che consente loro di galleggiare; tale caratteristica ne facilita la disseminazione via mare.

## Distribuzione e habitat
Cycas falcata ha un areale ristretto a due località sull'isola principale di Sulawesi e una terza sull'isola di Kabaena, al largo della costa sud-orientale di Sulawesi.
Cresce in habitat che vanno dalla foresta alla savana, dall'ombra al pieno sole, su substrati calcarei o di serpentinite.

## Conservazione
Per la ristrettezza del suo areale la C. falcata è classificata dalla IUCN Red List come specie vulnerabile.